# The Lifeguard
The Lifeguard è un film del 2013 diretto da Liz W. Garcia e interpretato da Kristen Bell, Alex Schaffer, Mamie Gummer, Martin Starr e Joshua Harto.

## Trama
La quasi trentenne Leigh lascia il promettente lavoro da reporter a New York per far ritorno alla sua casa d'infanzia, nel Connecticut, dove intraprende il lavoro di bagnina e una nuova, intrigante relazione con Jason, adolescente con non pochi problemi, che la spingerà a risollevare il proprio animo appassionato, così nell'amore come nella vita e nelle responsabilità del suo mestiere.